# Notre-Dame-de-l'Osier
Notre-Dame-de-l'Osier este o comună în departamentul Isère din sud-estul Franței. În 2009 avea o populație de 2.307 de locuitori.

## Evoluția populației
| An        | 1975  | 1982  | 1990  | 1999  | 2006  | 2009  |
| --------- | ----- | ----- | ----- | ----- | ----- | ----- |
| Populație | 1.699 | 1.615 | 1.638 | 1.823 | 2.181 | 2.307 |